# Індіанська територія

Індіанська територія в 1836 р.

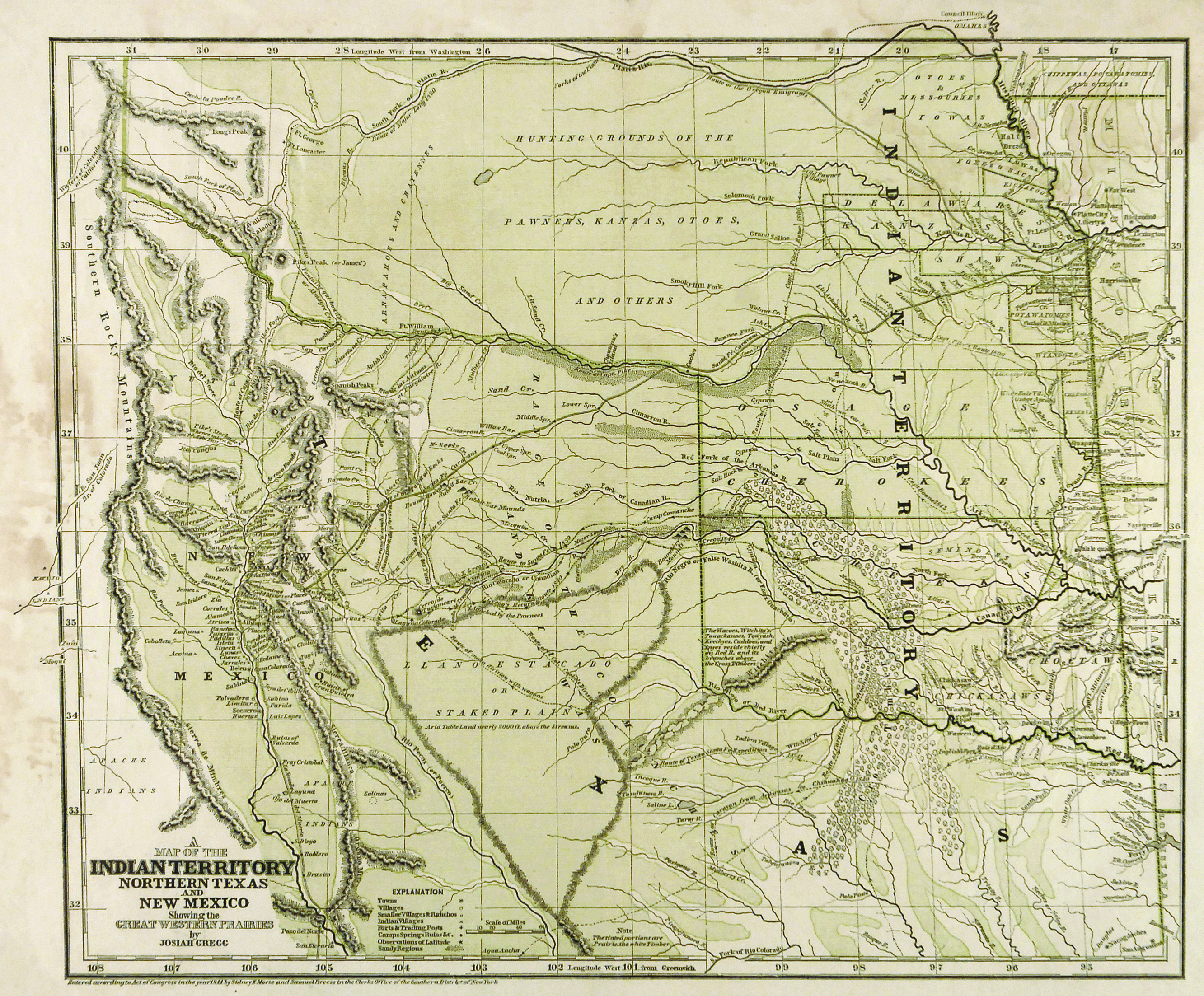
Індіанська територія в 1844 р.

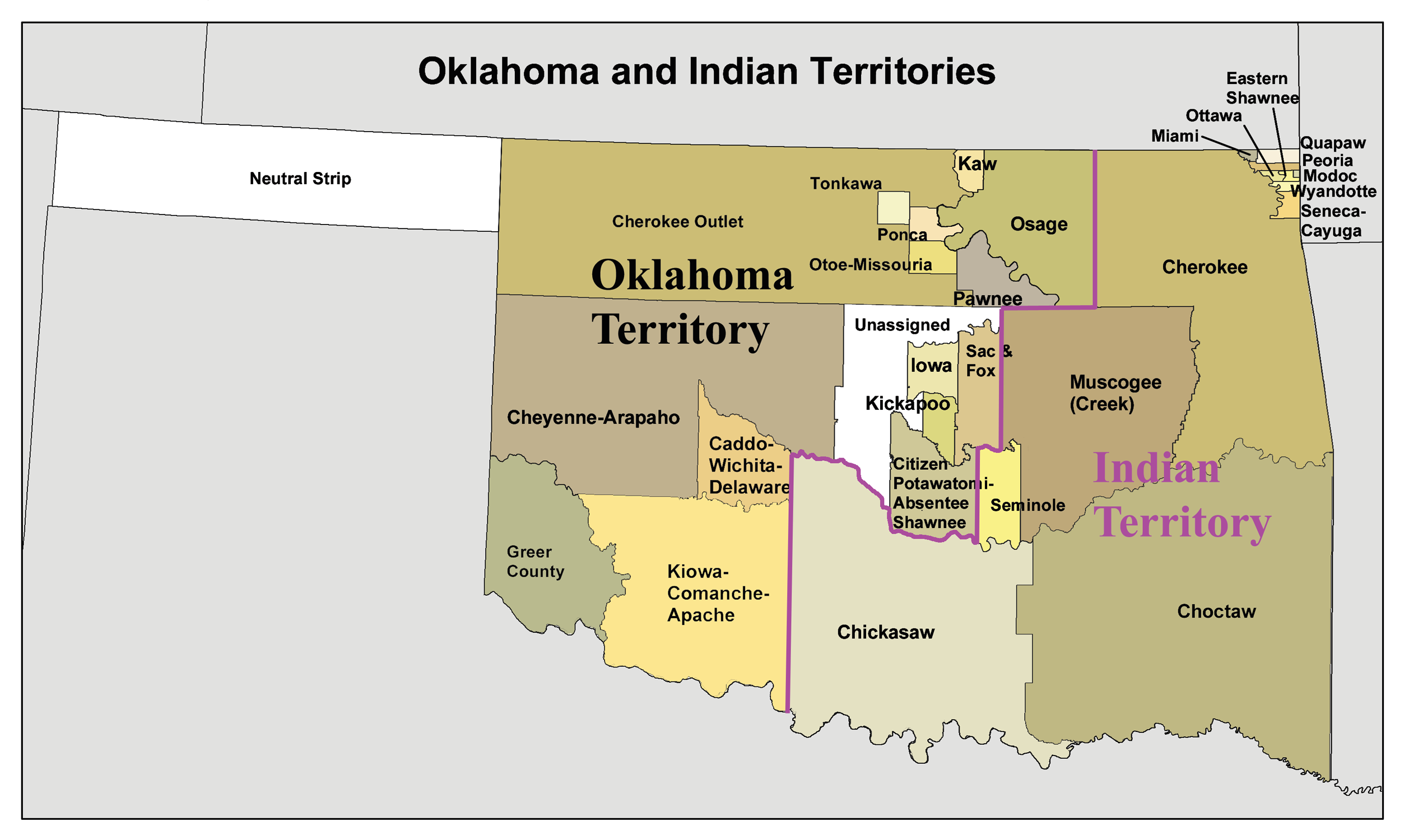
Оклахома та Індіанська територія (на сході за фіолетовою рисою) в 1890-ті рр.

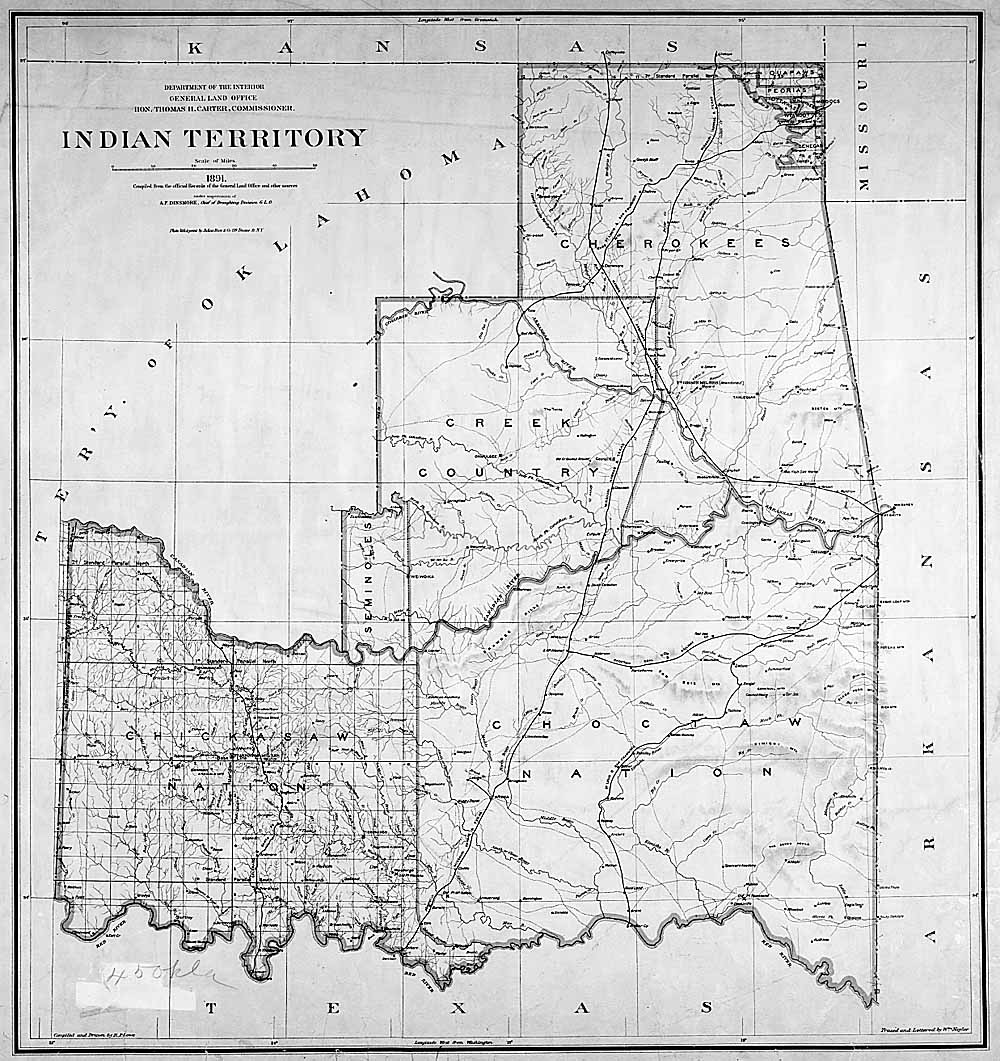
Індіанська територія в 1891 р.

Індіанська територія (англ. Indian Territory або англ. The Indian Country) — територія, утворена на землях, що формально не входили до складу США в середині XIX століття, і призначена для заселення лише індіанцями. Передбачалося, що білі поселенці не порушуватимуть кордони даної території. Межі індіанської території встановив «Закон про відносини з індіанцями» (Indian Intercourse Act) 1834 року.

## Історія

### XVIII століття
Спроби позначити «територію лише для індіанців» робилися і раніше, в часи британської колонізації Америки, відповідно до Королівської прокламації 1763 року, яка обмежувала пересування білих поселенців сходом гір Аппалачі. Встановлена прокламацією межа неодноразово відсувалася в сторону індіанців — спочатку при британській адміністрації, потім після війни за незалежність США, і, врешті-решт, територія скоротилася до земель до захід від річки Міссісіпі.
До моменту проголошення незалежності США багато індіанських племен вже встановили добрі відносини з британською адміністрацією, а відносини з американськими повстанцями були набагато гіршими. Під час війни ірокези підтримували британців, а ленапе — американців, кріки розділилися приблизно порівну. Після розгрому британців американці двічі вторгалися в землі Огайо та двічі були розбиті. Нарешті, їм вдалося розгромити індіанську конфедерацію в битві дерев, що впали 1794 року і нав'язати їм несприятливий Гринвілльський договір, за яким індіанці були змушені поступитися білим поселенцям землями, що становлять більшу частину сучасного Огайо, частину сучасної Індіани, а також сучасні міста Чикаго та Детройт.

### Переселення індіанців
З початку XIX століття білі поселенці на півдні стали претендувати на родючі землі індіанців та вимагати їх виселення під надуманими приводами. Гарячим прихильником цієї політики був Ендрю Джексон, який після обрання на пост президента підписав 1830 року Закон про переселення індіанців, що визначив нові місця для їх проживання. Найвідомішими жертвами закону стали п'ять цивілізованих племен, які проживали до моменту прийняття закону на півдні США. Їх переселення отримало в історіографії назву «Дорога сліз». Кінцевими пунктами Дороги сліз були території нинішніх штатів Арканзас і Оклахома, де до того часу вже проживали як інші індіанські племена, так і білі, а також селяни-чорні раби. Переселитися на індіанські території були змушені й інші племена — такі, як делавари, шауні, потаватомі, куап, кікапу, месквакі, мінго, гурони, оттава, шеєни, арапахо, кайова-апачі, тонкава та інші.
П'ять цивілізованих племен заснували на території майбутнього штату Оклахома такі населені пункти, як Талса, Ардмор, Талекуа, Тішомінго, Маскогі і кілька інших, які згодом стали великими містами. Крім того, в Оклахому завезли багато афроамериканських рабів.

### Громадянська війна
Під час громадянської війни в США жителі Індіанських територій воювали переважно на боці Конфедерації. Після битви при Доуксвілле бригадний генерал Стенд Вейт, командувач черокійською кавалерією армії конфедератів, став останнім конфедеративним генералом, який здався північноамериканцям у тій війні — це сталося 23 червня 1865 року.

### Оклахома
Із часом Індіанська територія поступово стиснулася до розмірів сучасного штату Оклахома; а після утворення території Оклахома 1890 року до індіанських земель віднесли лише східну половину території, а на території Оклахома в 1889–1895 роках проводилися Земельні гонки. 1905 року жителі Індіанської території спробували домогтися визнання її статусу як рівноправного штату Секвоя у складі США, однак пропозиція була відкинута урядом та Конгресом США. Після формального утворення штату Оклахома 1907 року Індіанська територія припинила існування.
В Оклахомі, особливо в східній її частині, як і раніше живе багато індіанців.